# Mariam González Llambrich
Mariam González Llambrich (Málaga, 14 de octubre de 2005) es una jugadora española de balonmano, especializada en balonmano playa, que actúa como extremo izquierdo y milita en el Fundación Fomento y Deporte CBMP Ciudad de Málaga. Con la selección juvenil española se proclamó campeona del mundo en 2022 y fue elegida MVP de las EBT Finals 2024. 

## Trayectoria

### Clubes
Formada en las categorías inferiores del CBMP Ciudad de Málaga, debutó con el primer equipo en el circuito EBT en 2021. Con el conjunto andaluz conquistó las EBT Finals 2024, torneo en el que fue designada Jugadora Más Valiosa.
En balonmano pista, Mariam empezó su periplo en pista en la cantera del AD Maravillas, con el que se proclamó dos veces tercera de España en su época formativa. En 2023 el BM San Adrián anunció su fichaje para la temporada 2023-24 de la División de Plata femenina, experiencia que compaginó con la arena. En 2025 fichó por el Balonmano Zuazo de División de Honor Oro.

#### Trayectoria de clubes
- - 2021 – :  CBM Maravillas
- 2023 – 2025:  BM San Adrián
- 2025 - :  Balonmano Zuazo

### Selección
Con las Guerreras Juveniles de la Arena debutó en 2022 y se proclamó campeona del Campeonato Mundial Juvenil de Balonmano Playa de 2022 en Heraclión (Grecia). 
Con las Guerreras de la Arena se convirtió en Campeona de Europa en el primer título de la selección absoluta en el torneo celebrado en Turquía en 2025.

## Premios y títulos

### Con la selección
- 1 x Medalla de oro en el Campeonato de Europa de Balonmano Playa (2025)
- 1 × Medalla de oro en el Campeonato Mundial Juvenil de Balonmano Playa (2022)
- 1 x  Medalla de bronce en los Juegos Mundiales (2025)[9]

### Con sus clubes
- 1 × EBT Finals (2024) [4][10]
- 1 x Subcampeona de España (2024)[11]